# Жечковская, Магдалена
Магдалена Жечковская (пол. Magdalena Rzeczkowska, урождённая Калисяк, Kalisiak; род. 22 апреля 1974, Варшава) — польский государственный деятель. Министр финансов Польши с 2022 года.

## Биография
Родилась 22 апреля 1974 года в Варшаве.
В 1998 году окончила факультет права и администрации Варшавского университета. В 2001 году окончила аспирантуру по европейской интеграции в Европейском университетском институте (EUI).
В 1998—2002 годах работала в Главном таможенном управлении (Główny Urząd Ceł). В 2002 году поступила на службу в Министерство финансов Польши. Активно участвовала в мероприятиях, связанных со вступлением Польши в Европейский союз, отвечала за внедрение электронного управления таможенными процессами. С 2016 года координировала реализацию нового Таможенного кодекса Европейского союза (UCC). С 3 марта 2020 года занимала должность главы Национальной налоговой администрации (Krajowa Administracja Skarbowa) и одновременно — государственного секретаря Министерства финансов Польши.
7 февраля 2022 года министр финансов Польши Тадеуш Косьцинский подал в отставку, взяв ответственность за недостатки правительственной программы «Польский лад» (Polski Ład), подразумевающей изменения в системе налогообложения. 9 февраля президент Польши Анджей Дуда принял отставку, временно исполняющим обязанности министра финансов стал премьер-министр Матеуш Моравецкий («Право и справедливость»). 26 апреля президент Польши Анджей Дуда назначил Магдалену Жечковскую новым министром финансов Польши в правительстве под руководством премьер-министра Матеуша Моравецкого. Вошла в Совет управляющих Международного валютного фонда (МВФ).

## Личная жизнь
Замужем, имеет троих детей.